# Caravasar Bukhara

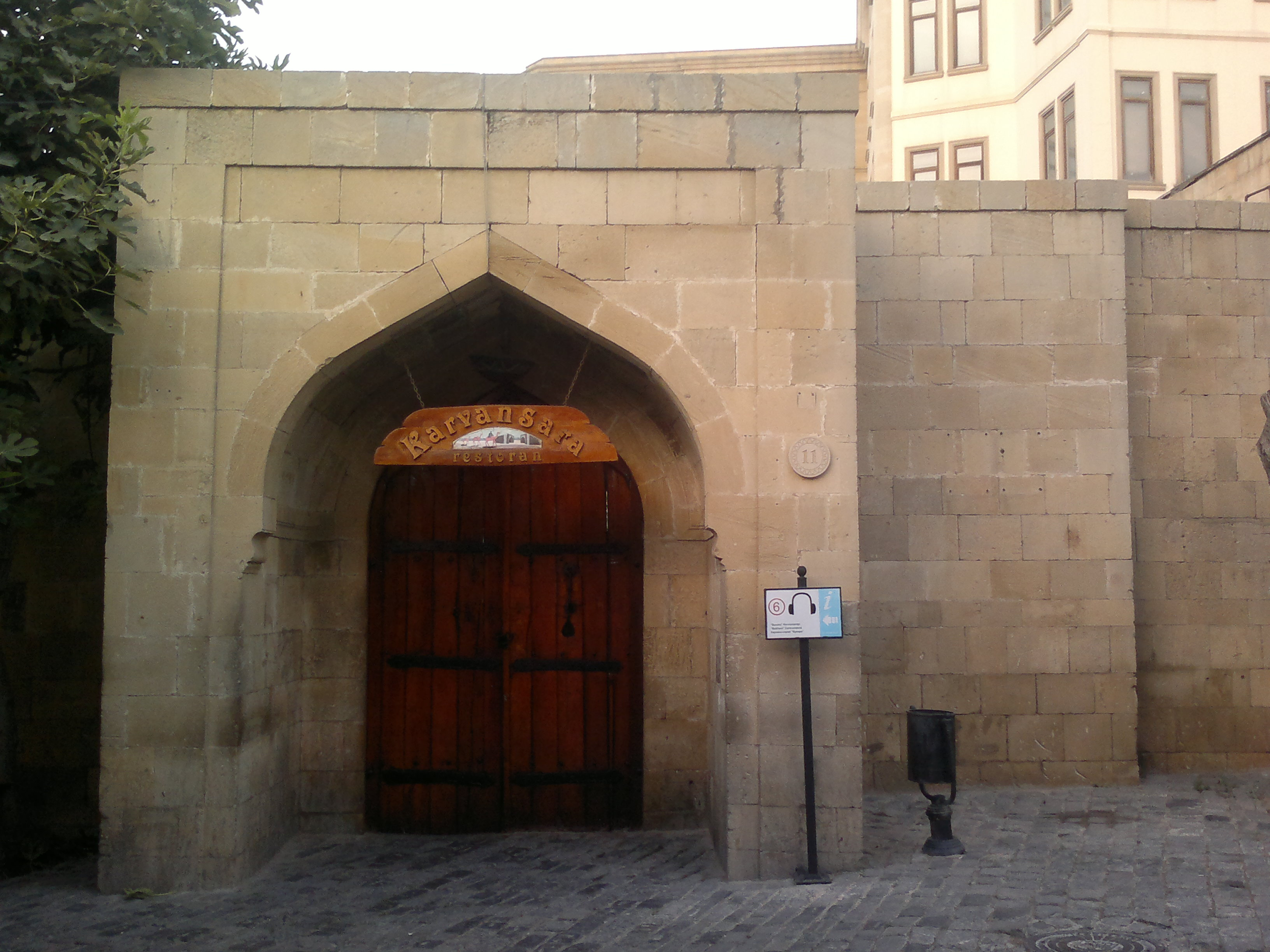
Caravasar Bukhara

Caravasar Bukhara fue levantado a finales del siglo XV, situado en la ruta comercial cerca de las Puertas Şamaxı de la fortaleza. El caravasar es cercano a la Torre de la Doncella. Anteriormente el caravasar se utilizaba como el hotel para los comerciantes de Asia Central.
La forma del edificio del caravasar es cuadrado y está rodeado por balcónes y habitaciones y la entrada es convexa. El caravasar tiene un patio octagonal. La mayor parte de la composición arquitectónica del caravasar se ha formado por una variedad de arcos que sitúan alrededor del patio interior.
En el año de 1964 el Caravasar Bukhara se restauró y el edificio del caravasar fue separado de sus anexos que se habían construido anteriormente. 

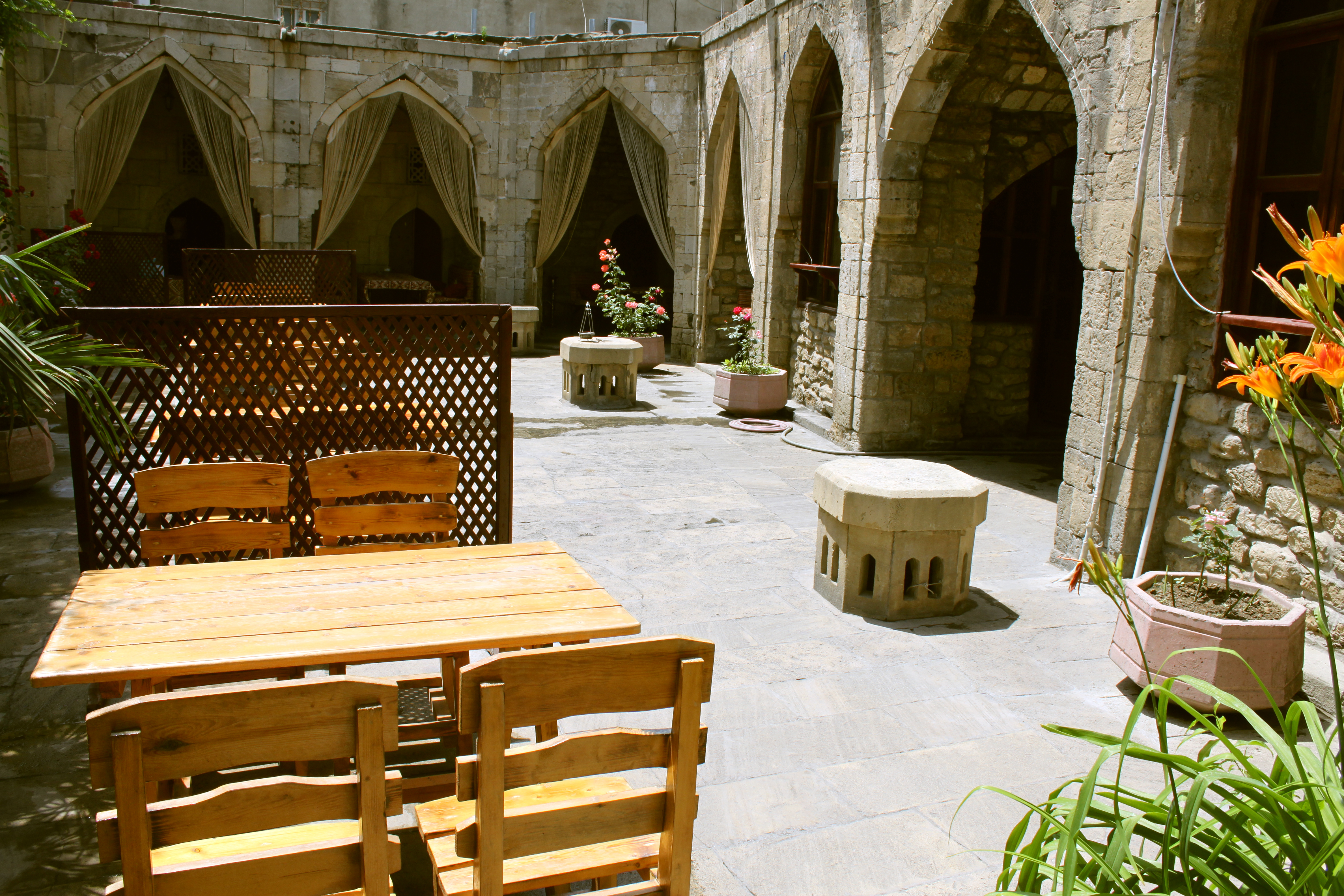
Restaurante en el caravasar

Ahora el edificio del caravasar funciona como un restaurante que sirve la cocina nacional de Azerbaiyán.